# 拉萨饭店
拉萨饭店（英語：Lhasa Hotel）是中国西藏自治区拉萨市的一家四星级旅游涉外绿色饭店，位于拉萨市民族中路1号。该饭店是43项援藏工程之一，1985年开业。后于1986年改由美国假日集团管理，1986年8月8日更名为拉萨假日酒店，1997年8月8日更为现名。该饭店由贵宾楼、藏式楼（南楼）、标准楼（北楼）、商务楼（中楼）组成。拉萨饭店靠近西藏博物馆与罗布林卡，融合了中、西、藏三种风格。